# Serhij Schyschko
Serhij Fedorowytsch Schyschko (ukrainisch Сергій Федорович Шишко; * 12. Junijul. / 25. Juni 1911greg. in Nossiwka, Gouvernement Tschernigow, Russisches Kaiserreich; † 26. April 1997 in Kiew, Ukraine) war ein ukrainischer Kunstmaler.

## Leben
Serhij Schyschko kam in Nossiwka in der heutigen ukrainischen Oblast Tschernihiw als Sohn eines Tierarztes zur Welt. 1919 zog die Familie nach Nischyn, wo er in der Grundschule ersten Zeichenunterricht erhielt.
Zwischen 1929 und 1933 studierte er bei Fedir Krytschewskyj am Kiewer Kunstinstitut. Von 1936 bis 1943 absolvierte er die Russische Kunstakademie in Leningrad bei Borys Wladymyrowytsch Yohanson, die aufgrund des Deutsch-Sowjetischen Krieges von 1942 an ins usbekische Samarkand evakuiert war. 1944 kehrte er in die Ukraine zurück und lebte seitdem in Kiew.
Schyschko malte Porträts, Stillleben und Landschaftsbilder, darunter die der 1944 begonnenen „Kiew Suite“, eine Serie der Landschaften von Samarkand (1942), der Karpaten (1947), der Krim (1956) sowie Bilder von mit Taras Schewtschenkos Leben verbundenen Ortschaften. Seine Werke wurden in vielen nationalen und internationalen Ausstellungen gezeigt und in drei Alben (1971, 1977, 1987) veröffentlicht.
Sie befinden sich heute im Nationalen Kunstmuseum der Ukraine in Kiew, in Museen in Simferopol, Sumy, Odessa und Tschernihiw sowie in weiteren Kunstmuseen und privaten Sammlungen.
1982 erhielt er mit dem Taras-Schewtschenko-Preis den Staatspreis der Ukraine. Er starb 85-jährig in Kiew und wurde auf dem Baikowe-Friedhof beerdigt.

## Ehrungen
- 1995 Verdienstorden der Ukraine[3]
- 1982 Taras-Schewtschenko-Preis[1]
- 1981 Orden der Völkerfreundschaft[3]
- 1974 Volkskünstler der UdSSR[2]
- 1971 Leninorden[3]
- 1964 Volkskünstler der Ukrainischen SSR[1]
- Ehrenbürger von Kiew[3]